# Hermann Gröhler
Hermann Gröhler (* 1. Mai 1862 in Breslau; † 24. Juli 1958 in Schönwald (Bayern)) war ein deutscher Romanist (Sprachwissenschaftler), Namenforscher und Gymnasiallehrer am königlichen Friedrichsgymnasium zu Breslau.

## Werke
Seine Grundlagenwerke über französische Ortsnamen beeinflussten den französischen Namenforscher Albert Dauzat (1877–1955), insbesondere seine Erforschung der pre-keltischen Wurzeln (z. B. *kal- « Stein »).
- Über Richard Ros' mittelenglische Übersetzung des Gedichtes von Alain Chartier „la Belle Dame sans mercy“, Inaugural-Dissertation, welche [...] verteidigen wird Hermann Gröhler [...], Buchdruck Lindner, Breslau, 1886, 36 S., in-8°.
- Die Entwickelung französischer Orts- und Landschaftsnamen aus gallischen Volksnamen, Druck von R. Nischkowsky, Breslau, 1906, 46 S., in-8° (Wissenschaftliche Beilage zum Programm des Königlichen Friedrichs-Gymnasiums zu Breslau). (Digitalisat)
- Über Ursprung und Bedeutung der französischen Ortsnamen, Calr Winter’s Universitätsbuchhandlung, Heidelberg, 1. Teil (Ligurische, iberische, phönizische, griechische, gallische, lateinische Namen), 1913; 2. Teil (Romanische, germanische Namen. Der Niederschlag der Lehnverfassung. Der Einfluss des Christentums. Namen verschiedenen Ursprungs), 1933. — Text (1. Band) auf Open Library. Auch erschienen im Verlag BiblioBazaar (9. Oktober 2008), ISBN 0-559-26312-0
- François-Pierre-Guillaume Guizot, Histoire de la civilisation en Europe, [Ausz.]. Le peuple et le gouvernement. Band mit herausnehmbarem Wörterbuch sowie einem Anhang mit Anmerkungen zum Schulgebrauch, herausgegeben von Hermann Gröhler, Velhagen & Klasing, Bielefeld & Leipzig, 1927.

## Berichte
- Lotte Risch: Beiträge zur romanischen Ortsnamenkunde des Oberelsals, in Berliner Beiträge zur Romanischen Philologie, herausgeg. von Ernst Gamillscheg, Bd. II, 3. W. Gronau, Jena u. Leipzign 1932, III-f 74 S. [in Zeitschrift für romanische Philologie, Band 53 (2), Jan 1, 1933].
- A. H. Ernst u. G. Wahlgren: Le Nom de la Ville de Marseille, in Studier i modern Spräkvetenskap utg. av Nyfilologiska Sällskapet i Stockholm X, S. 27–64, Uppsala, 1927 [in Zeitschrift für romanische Philologie, Band 53 (2), Jan 1, 1933].
- August Kubier: Die romanischen und deutschen örtlichkeitsnamen des Kantons Graubünden, Carl Winter, Heidelberg, 1926, XII + 252 S. [in Zeitschrift für romanische Philologie, Band 53 (2), Jan 1, 1933].
- Reiner Müller: Die Angaben der römischen Itinerare über die Heerstrasse Köln-Eifel-Reims, Münstereifel, Selbstverlag des Gymnasiums, 1933 [in Zeitschrift für romanische Philologie, Band 55 (2), Jan 1, 1933, S. 606–607].